# راگنو، کبک
راگنو (به فرانسوی: Ragueneau) قصبه‌ای در منطقه شهری مانیکواگان ناحیه کوت-نور در استان کبک کانادا است. در سرشماری سال ۲۰۱۱ این قصبه ۱٬۵۲۹ نفر جمعیت داشته‌است و مساحت آن ۲۱۵٫۹۲ کیلومتر مربع است.